# Anna von Rüssegg
Anna von Rüssegg (* vor 1371; † 1402) war eine Äbtissin des freiweltlichen Damenstifts Buchau im heutigen Bad Buchau am Federsee.

## Leben
Anna von Rüssegg (auch Rünsegg, Ruseck, Rinseck) stammte ihrem Siegel nach aus der edelfreien Familie namens Rüssegg, die sich nach der gleichnamige Burg an der Reuss im Kanton Aargau benannte. Ihre Wahl zur Äbtissin erfolgte am 25. Juli 1371 und die Investitur durch den Bischof von Konstanz Heinrich III. von Brandis am 5. September desselben Jahres. Urkundlich belegt sind folgende ihrer Handlungen:
- 1377 Stiftung einer Heiligen Messe in Mengen
- 1387 Errichtung eines Jahrtages für Anna am Tag nach Christi Himmelfahrt
- 1390 und 1391 Vereinbarungen mit Hildprant Brandenburger von Kappel

Nach der Überlieferung des Stiftes starb sie im Jahre 1402.